# Robert Ostolski
Robert Ostolski (ur. 20 września 1970 w Myśliborzu) – polski aktor filmowy, telewizyjny, teatralny i dubbingowy.

## Życiorys
W 1995 roku ukończył Państwową Wyższą Szkołę Teatralną im. Ludwika Solskiego w Krakowie z filią we Wrocławiu. Jest aktorem Teatru Ochoty w Warszawie. Występował wcześniej w teatrach: Lubuskim w Zielonej Górze (1995–1997), im. Stefana Żeromskiego w Kielcach (1997–1998), a także w Nowym w Łodzi (1998–1999).
W serialu Ranczo był dublerem aktora Cezarego Żaka w scenach, w którym aktor grał dwie postacie – księdza i wójta. Oprócz tego grał w tym serialu rolę Winieckiego.

## Filmografia

### Filmy
- 1999: Torowisko – „Łysy”
- 2002: Rób swoje, ryzyko jest twoje – strażnik więzienny
- 2003: Pornografia – ksiądz
- 2006: Plac Zbawiciela – Mariusz
- 2006: Ja wam pokażę! – kelner
- 2009: Enen – policjant
- 2013: Stacja Warszawa – Zbyszek
- 2013: Papusza – milicjant
- 2016: Powidoki – milicjant
- 2017: Sztuka kochania. Historia Michaliny Wisłockiej – Stefan Zając
- 2018: Podatek od miłości – piekarz

Źródło: Filmpolski.pl.

### Seriale
- od 1997: Klan – parkingowy na lotnisku Okęcie
- 1997–2010: Złotopolscy – Bronek
- od 1999: Na dobre i na złe –
  - Stanisław Kuźnik,
  - Pielęgniarz Marcin,
  - Ochroniarz
- 2000–2001: Miasteczko – uczestnik programu „Magnes”
- 2000: 13 posterunek 2
- 2000–2002: Adam i Ewa – Romek
- 2001: Zostać miss – ochroniarz
- 2002–2010: Samo życie – gangster „Sandał”
- 2003: Na Wspólnej – lekarz odbierający poród
- 2003–2005: Plebania – Łuczak
- 2005: Wiedźmy – saper
- 2006–2016: Ranczo – Winiecki
- 2015: Ojciec Mateusz – Marek Kwiatkowski (odc. 166)
- 2019: W rytmie serca – ojciec Kuby

Źródło: Filmpolski.pl.

### Dubbing
- 1997–2002: Pokémon –
  - hipis (odc. 41),
  - lider Yas (odc. 42),
  - doktor Proctor (odc. 47),
  - trener bejsbola (odc. 70),
  - kucharz (odc. 70),
  - Bruno (odc. 71),
  - Mandi (odc. 75),
  - jeden z dręczycieli Laprasa (odc. 83),
  - Roger (odc. 90),
  - Danny (odc. 93),
  - trener (odc. 99),
  - burmistrz (odc. 102),
  - Tad (odc. 105),
  - Shingo (odc. 140)